# 突尼西亞全國對話四方集團

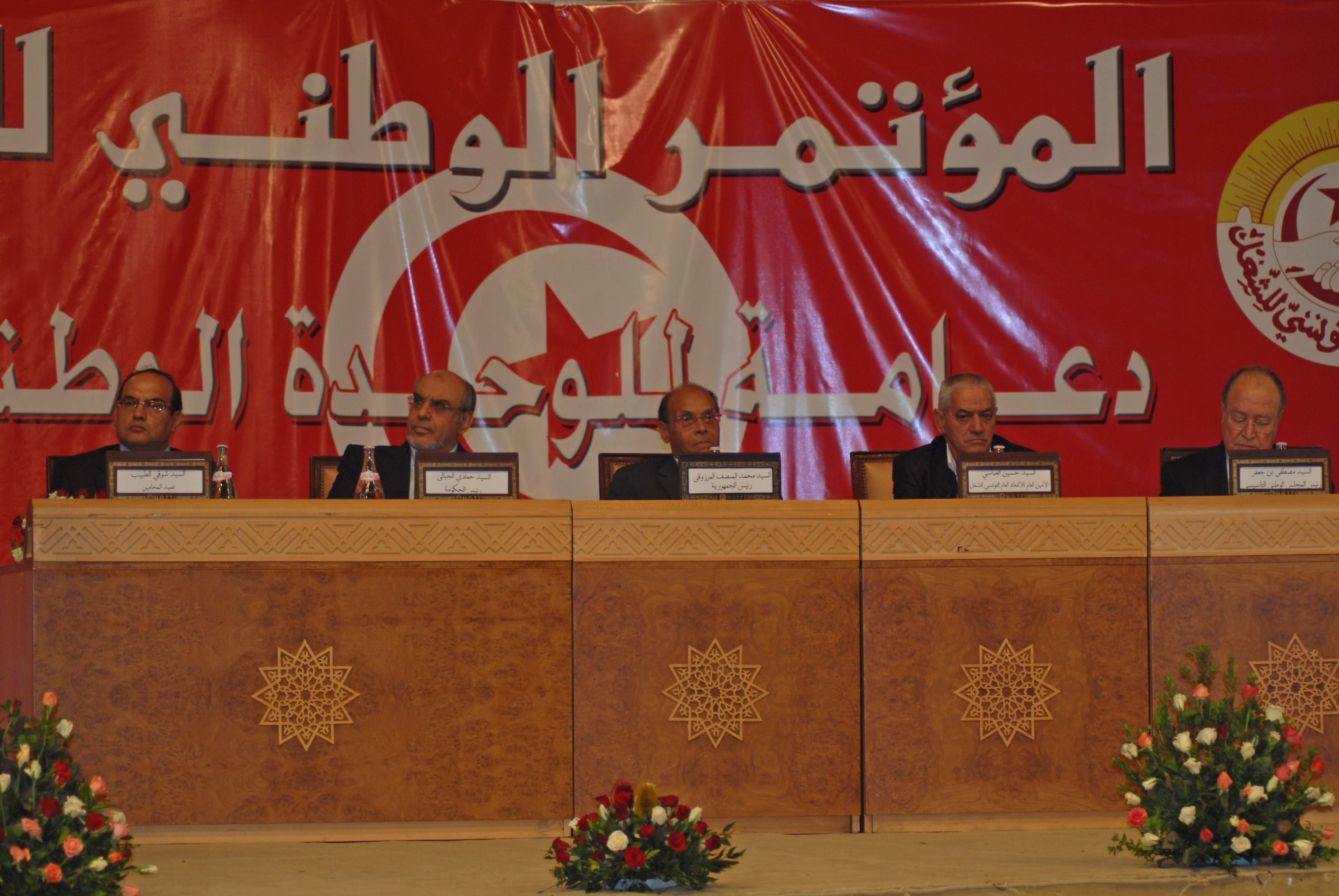
突尼西亞全國對話四方集團在2012年10月26日召開的會議，包括突尼西亞總統蒙瑟夫·馬佐基和突尼西亞總理哈馬迪·傑巴里皆參與這次會議。

突尼西亞全國對話四方集團（阿拉伯语：‎）是突尼西亞四個公民團體組成的對話聯盟，其目標是計畫在2011年茉莉花革命發生後，能夠有效介入不同政治和宗教勢力之間的衝突與交涉，進而建立具多元主義和民主主義基礎的突尼西亞。有關突尼西亞全國對話四方集團的倡議早在2012年夏天便被提出，並在隔年10月5日正式召開第一次對話會議，主持對話會議的突尼西亞公民團體包括有突尼西亞總工會、突尼西亞工業、貿易和手工業聯盟、突尼西亞人權聯盟以及突尼西亞律師公會。
突尼西亞全國對話四方集團亦成功獲得突尼西亞總統蒙瑟夫·馬佐基的支持，而包括突尼西亞總理阿里·拉哈耶德和馬哈地·賈馬、突尼西亞制憲議會主席穆斯塔法·本·加法爾也參與議題談判，這也讓突尼西亞全國對話四方集團能夠順利推動和平的政治過渡計畫。2015年10月9日，突尼西亞全國對話四方集團因為「在2011年的茉莉花革命之後，對於建立一個多元民主的突尼西亞所做出的決定性貢獻」而獲得諾貝爾和平獎。

## 背景
2010年，突尼西亞26歲青年穆罕默德·布阿薊及因為水果攤遭到警方取締而自焚抗議，這引起突尼西亞境內發生大規模示威遊行活動。最後成功推翻23年來極權統治的突尼西亞總統宰因·阿比丁·班·阿里，成為阿拉伯國家首次由民眾起義推翻政權的案例。茉莉花革命成功促成非洲北部和中東地區國家也發生阿拉伯之春，包括阿爾及利亞、埃及等國家都爆發反政府示威活動。但儘管突尼西亞民眾成功推翻長期執政的宰因·阿比丁·班·阿里政權，但這也對突尼西亞自身國家的穩定性與安全性造成極大損害，甚至瀕臨內戰邊緣。
爾後拉希德·加努希所領導的伊斯蘭主義政黨復興運動在2011年突尼西亞制憲議會選舉中贏得多數席次，並且和席次數量第二多、由蒙瑟夫·馬佐基領導的保衛共和大會展開合作。在這之後，在復興運動主導之下還聯合保衛共和大會與爭取工作與自由民主論壇共同組成執政的三巨頭聯盟。但儘管突尼西亞制憲議會在2012年宣告成立，並且計畫在1年內批准新憲法而通過施行，但其中的條文制定卻面臨相當大的困難，這使得法案的制定過程遭到拖延。
與此同時，突尼西亞國內的賽萊菲組織活動則逐漸興起；但突尼西亞政府則對伊斯蘭激進派人士過於鬆懈，這般態度也因而遭到反對派批判。其中突尼西亞國內爆發多次攻擊案件，最廣為報導的事件包括有在2013年2月6日遭到暗殺的著名社會人士肖克里·貝萊德。一連串的攻擊事件除了逐漸擴大針對對保安部隊和國家機構的攻擊行動，也造成突尼西亞政府內部的伊斯蘭主義者多數派、和反對派之間的緊張關係逐步升高。隨著面對突尼西亞政府對恐怖威脅沒有積極作為，反對派在2013年夏天發起大規模的抗議行動。
不過在2013年7月25日，左派政黨領導人穆罕默德·布拉米遭遇暗殺而喪生後，立即導致突尼西亞國內爆發政治危機。貝萊德和布拉米所屬的政黨聯盟爭取實現革命目標人民陣線聯合其他在野黨和世俗的反對派組織，共同組成選舉聯盟民族救國陣線。民族救國陣線除了在街頭發起抗議行動外，並要求突尼西亞政府集體總辭。面對於反對派組織的壓力越來越大，突尼西亞政府將涉嫌參與多起暗殺計畫的伊斯蘭教法虔信者列為恐怖組織。但另外一方面，還有42名反對黨成員辭去突尼西亞制憲議會議員，而自2013年8月6日開始突尼西亞制憲議會便無法正常運作。

## 對話

### 對話呼籲

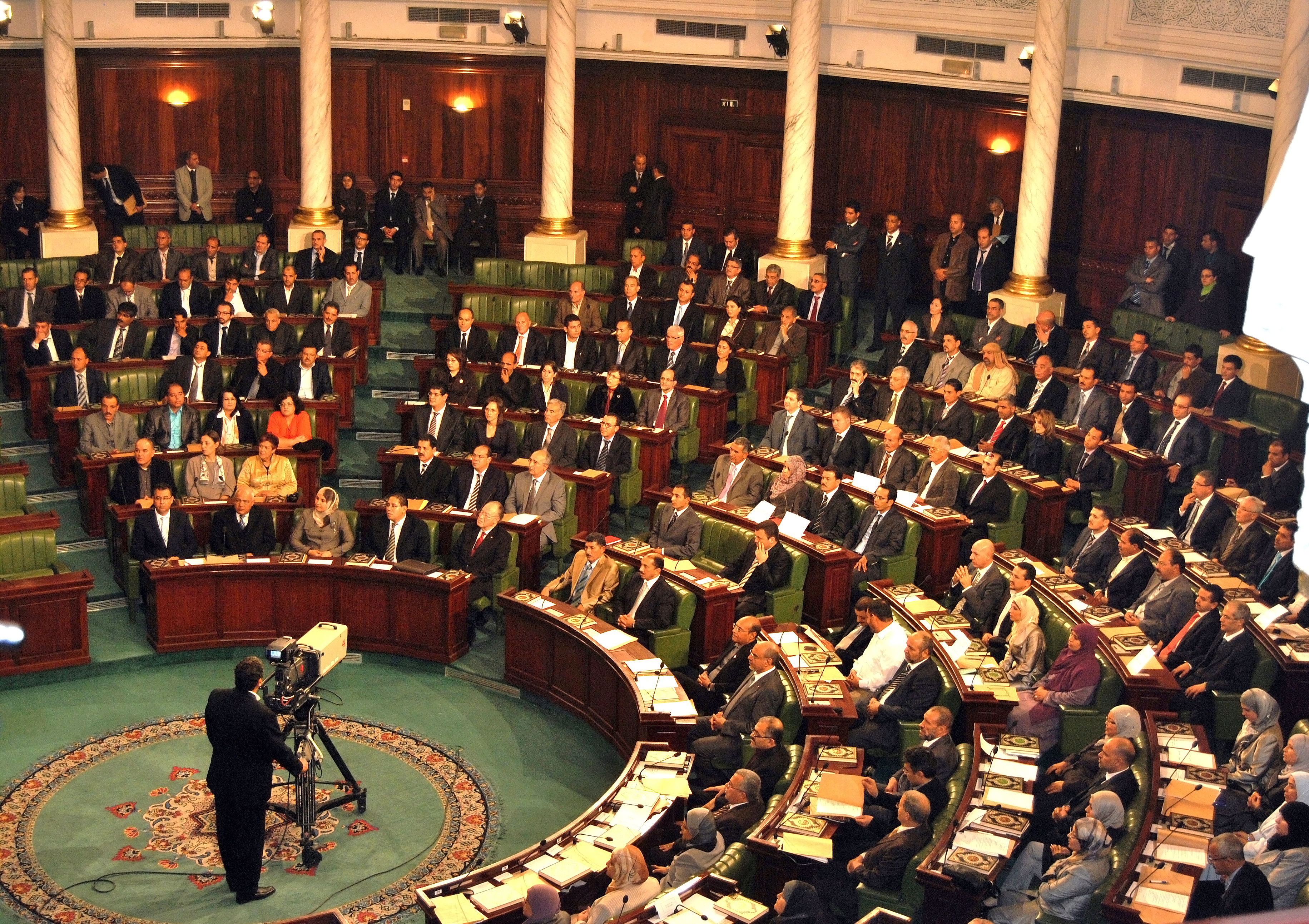
突尼西亞制憲議會於2011年11月22日所召開的第一次會議，然而在這之後各個政黨派系遲遲就制定新憲法無法獲得共識。

早在2012年7月20日，由突尼西亞各個工會成員組成的突尼西亞總工會呼籲執政黨和在野黨雙方之間展開談判，希望能夠促成突尼西亞不同宗教信仰、性別年齡和政治觀點者能夠獲得基本人權之保障。同年9月，隨著突尼西亞國內局勢在茉莉花革命後不斷惡化，國內民主發展計畫面臨暫緩和發生多起公眾人士遭到暗殺一事，這讓各方同意接受談判呼籲。有鑑於國內形勢危急，為了避免突尼西亞如同其他阿拉伯之春的國家般陷入內部暴力衝突，突尼西亞總工會決定先為對話共識建立基礎，而和長年對立、以企業雇主組成的團體突尼西亞工業、貿易及手工業聯盟合作，之後更聯合由人權活動家組成的突尼西亞人權聯盟、以及由律師組成的突尼西亞律師公會建立代表公民社會的聯盟。
到了9月17日，突尼西亞總工會聯合突尼西亞工業、貿易及手工業聯盟、突尼西亞人權聯盟和突尼西亞律師公會等三個公民團體，共同發表要求政府、政黨和社會各界對話之公開倡議。同時在談判開始前，這四個團體還起草在談判開始前使用的對話內容協議。其中對話所要討論預定內容，包括當前政府提出辭呈，並改由獨立技術官員所組建的政府取代；提出有關議會休會、以及包括總統選舉在內之選舉的確定日期；在新制訂的憲法中維護民族認同；以及商討過渡至民主政府所需要的必要階段，以及每個階段實施的期限。
其中突尼西亞全國對話四方集團要求每個政黨要參與談判之前，必須先行接受四個集團共同起草的對話協議。對話協議成功促成21個黨派同意簽署協議，這讓突尼西亞全國對話得以達成。不過臨時總統蒙瑟夫·馬佐基所領導的政黨保衛共和大會則拒絕參加這次會議，而該政黨也是突尼西亞三巨頭聯盟的重要勢力之一。

### 談判行動

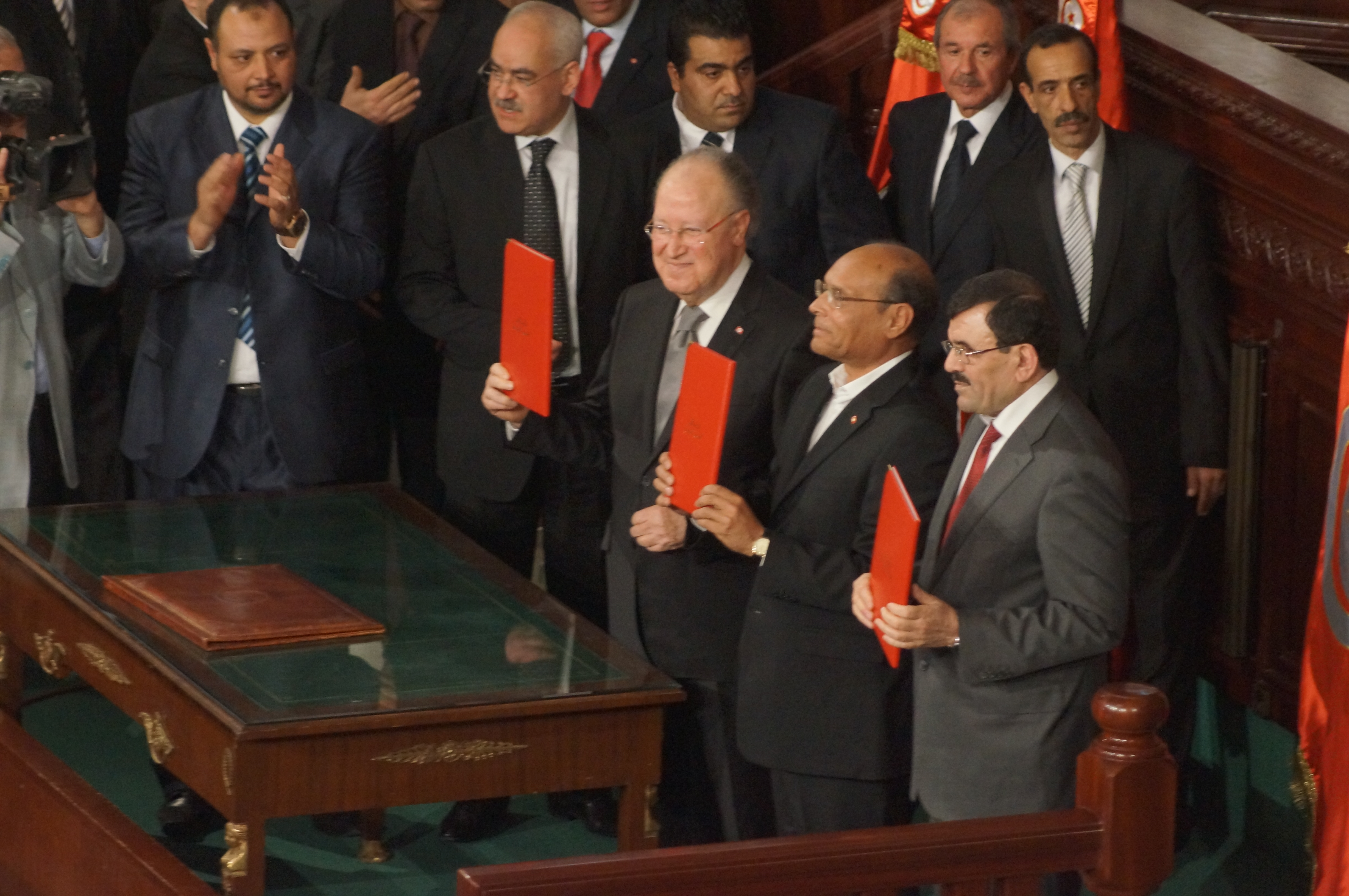
穆斯塔法·本·加法爾、蒙瑟夫·馬佐基和阿里·拉哈耶德共同簽署新憲法條文。

2013年10月5日，突尼西亞全國對話四方集團在穆罕默德五世大道的議會宮召開第一次對話會議。在這次會議中，突尼西亞人權聯盟主席阿卜杜薩特拉·本·穆薩在以阿拉伯語提到「對話」時不小心發成類似聲音的單字「傻瓜」，反而引起參與會議的代表大笑，包括復興運動領導人拉希德·加努希也受到這次口誤影響。第一次會議結束後，在突尼西亞全國對話四方集團主持下持續展開會談。不過在2013年10月23日，數千名抗議民眾選擇再度舉行執政的伊斯蘭聯盟代表和反對派領導人談判前數個小時，發起大規模示威遊行並要求當前掌權的突尼西亞政府下臺。
為了能夠結束長達數個月之久的政治僵局，復興運動承諾在3個星期內宣布總辭。而為了促成復興運動做出辭職的決定，反對派一方面同意在新憲法中將會保障宗教自由，但在另一方面則相較過去賦予宗教在公共生活中更多的權力。突尼西亞全國對話四方集團透過事先擬定的協商流程以取得共識，除了讓各方派系能夠針對新憲法勢力進行談判和妥協外，同時也促成突尼西亞政府開放黨禁、由技術專家組成過渡政府、以及組織獨立的選舉委員會。
在經歷多次討論會議，突尼西亞全國對話四方集團被視為對於談判獲得成功發揮著重要的正向作用。隨著一系列對話獲得結果，先是在2013年12月14日推派馬哈地·賈馬擔任突尼西亞總理，而阿里·拉哈耶德所領導的政府則在2014年1月9日宣告辭職。稍後突尼西亞制憲議會則在同年1月24日批准新憲法，並且在12月舉行下屆突尼西亞總統選舉。最後由貝吉·凱德·埃塞卜西當選新一任突尼西亞總統並成功和平轉移政權，同時確立憲政體制以保障民眾享有基本人權。

## 評價
2015年10月9日，突尼西亞全國對話四方集團因為「在2011年的茉莉花革命之後，對於建立一個多元民主的突尼西亞所做出的決定性貢獻」而獲得2015年諾貝爾和平獎。其中挪威諾貝爾委員會強調參與組織代表突尼西亞社會的工作福利、人權法治原則等不同的領域和價值觀，因此決定將諾貝爾和平獎頒發給整個集團、而非個別組織。對此挪威諾貝爾委員會主席卡茜·卡爾曼·范伍表示：「在突尼西亞瀕臨內戰之際，全國對話四方集團建立了另一個和平政治進程。」挪威諾貝爾委員會亦表示希望突尼西亞作為其他國家可以參考的案例。
聯合國駐日內瓦發言人艾哈邁德·法齊對記者表示：「我們需要公民社會協助我們向前推動和平進程。」而聯合國秘書長潘基文則認為諾貝爾和平獎的頒發肯定了努力促成阿拉伯之春與為維護成果而犧牲者，並提到：「這次獎項凸顯出持久的發展需要包容性的過程，阿拉伯之春一開始伴隨著龐大希望，但很快地便被彼此懷疑所取代。突尼西亞設法不要像其他地方所發生的悲劇，避免感到失望和希望破滅。」
突尼西亞總統貝吉·凱德·埃塞卜西則表示諾貝爾和平獎的目的是表彰「共識道路」，並提到：「儘管意識形態分歧，但除了對話，突尼西亞別無其他解決之道。」突尼西亞律師公會主席穆罕默德·法德赫·馬赫福德則認為頒發這獎項是對於對話過程的承認，並表示「這向世界各地、向所有國家、向所有渴望民主與和平的人傳遞了訊息」。美國總統巴拉克·歐巴馬則認為突尼西亞全國對話四方集團獲得諾貝爾和平獎是「令人鼓舞的提醒，也就是只有公民有權決定自己的前途，以及可能且必須採取民主方式，才能夠得到長遠的和平和安全」。德國總理安格拉·梅克爾的發言人斯特芬·賽貝特則表示對於致力推進民主並支持推翻獨裁政府理念的人們，應當獲得諾貝爾和平獎作為鼓勵。